# Duy Hòa
Duy Hòa is een xã in het district Duy Xuyên, een van de districten in de Vietnamese provincie Quảng Nam.
Duy Hải ligt op de zuidelijke oever van de Thu Bồn en op de noordelijke oever van het Vĩnh Trinhmeer. Vlak bij dit meer staat het Vĩnh Trinhmonument, een monument, ter nagedachtenis op een massamoord in december 1955. Duy Hòa heeft ruim 9.000 inwoners op een oppervlakte van 33,7 km².